# Війна в Колорадо
Війна в Колорадо (англ. Colorado War) — збройний конфлікт між південними шеєнами, арапахо та союзними їм народами брюле та оглала сіу (або лакота) проти армії США, колорадського ополчення та білих поселенців на території Колорадо та в прилеглих регіонах, що точився у 1864—1865 роках. Кайова та команчі відігравали незначну роль у подіях, що відбувалися в південній частині території вздовж річки Арканзас. Шеєни, арапахо та сіу брали головну роль у зіткненнях, що сталися на північ від річки Арканзас та вздовж річки Саут-Платт, Грейт-Платте-Рівер-Роуд та східної частини Сухопутного тракту. Уряд США і влада території Колорадо залучали до боротьби із корінним населенням 1-й Колорадський кавалерійський полк, який часто називали «Добровольцями Колорадо». Основні події війни відбулися на Східних рівнинах Колорадо, простягаючись на схід до Канзасу і Небраски.
Війна в Колорадо сталася через здатність племен Північноамериканських рівнин — переважно шеєнів та арапахо — утримувати контроль над міграційними шляхами бізонів на Великих рівнинах у верхніх долинах річок Саут-Платт, Ріпаблікан, Смокі-Гілл та Арканзас, на краю рівнин, де вони стикаються зі Скелястими горами.
Найгострішою подією війни став напад американських сил у листопаді 1864 року на зимовий табір вождя південних шеєннів Чорного Котла, відомий як бійня на Сенд-Крік. 29 листопада 1864 року 675 військових, переважно з колорадських добровольців на чолі з полковником Джоном М. Чівінгтоном, перейшли на територію шеєннів та арапахо на землі, виділені за Форт-Вайзським договором. Солдати розграбували село Чорного Котла, над яким майорів як американський прапор, так і білий прапор перемир'я, і вбили близько 150 індіанців, переважно беззбройних жінок, дітей і людей похилого віку. Під час нападу Чівінгтона в селищі не було ні «солдатів», ні інших вороже налаштованих індіанців.
Ця атака, яку спочатку вітали як велику перемогу, згодом була публічно засуджена як акт геноциду та неспровокованої жорстокості. Різанина призвела до військових розслідувань і слухань у Конгресі, які встановили провину Джона М. Чівінгтона, командира Добровольців Колорадо, та його підлеглих.
Реакцією індіанців на різанину в Сенд-Крік став рух на північ, у більш ізольовані землі Вайомінгу, щоб приєднатися до своїх родичів — північних шеєнів, північних арапахо та основної частини народу сіу. Дорогою вони здійснювали численні рейди вздовж річки Саут-Платт і нападали на американські військові форти і підрозділи, успішно уникаючи поразки і вступу в бій з великими формуваннями американської армії.

## Наслідки
Чівінгтон подав у відставку, але не був притягнутий до відповідальності за різанину. Після Сенд-Кріку Чівінгтон часто змінював місце проживання і був причетний до кількох скандалів. Він захищав свої дії в Сенд-Кріку до кінця життя в 1894 році. Методистська церква, проповідником якої він був, вибачилася за його дії в 1996 році, а вулиця, названа на його честь, в Лонгмонті, штат Колорадо, була перейменована в 2005 році.